# マナコ朗仁
マナコ 朗仁（まなこ ろに、1975年3月9日 - ）は、トンガ出身のラグビー選手。

## プロフィール
- ポジションはナンバーエイト(No8)、フランカー(FL)。
- 身長 185cm、体重 115kg
- トンガ名「ティモテ・マナコ」。
- 現在日本国籍であるが、トンガ代表キャップ20を持つため、現在の規定では日本代表でプレーすることはできない。

## 来歴
大東文化大学への留学のため訪日。卒業後、クボタスピアーズに入団。2000年の国際試合には太平洋・島サミット参加国・地域（SPF）選抜チームの一員に選ばれる。
後に日本国籍を取得。チームのトップリーグ参入に貢献する。
2004年は三洋電機ワイルドナイツに移籍。2005年はトップリーグから退いたが、2006年、ワールドファイティングブルに加入した。